# 伊塔洛·圣泰利
伊塔洛·圣泰利（義大利語：Italo Santelli，1866年8月15日—1945年2月8日），意大利男子击剑运动员。他曾代表意大利参加1900年夏季奥林匹克运动会击剑比赛，获得男子个人佩剑大师级银牌。